# منتخب كندا لسباعيات الرغبي
منتخب كندا الوطني لسباعيات الرغبي (بالإنجليزية: Canada national rugby sevens team)‏ هو ممثل كندا الرسمي في المنافسات الدولية في سباعيات الرغبي .

## وصلات خارجية
- الموقع الرسمي